# Canadaspis

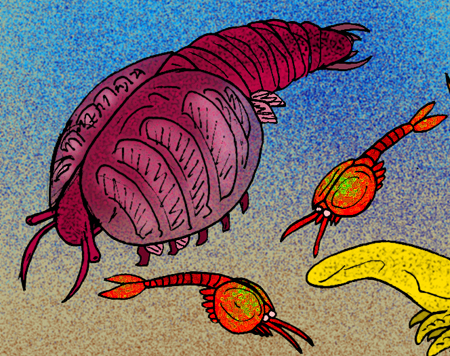
Canadaspis i dwie waptie

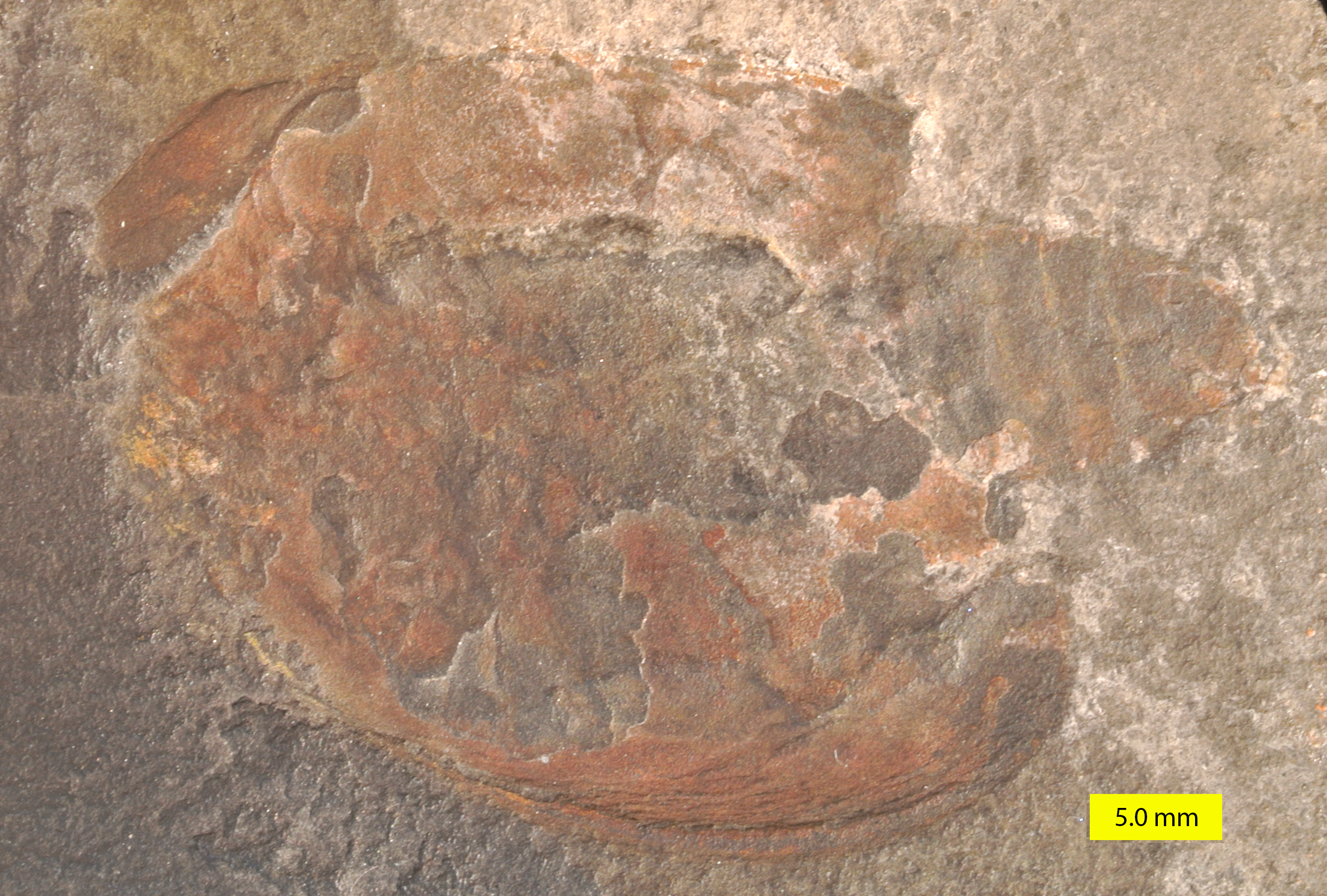
Canadaspis perfecta from the Burgess Shale.

Canadaspis – rodzaj wczesnego stawonoga, należącego przypuszczalnie do skorupiaków. Jego skamieniałości odnaleziono w kambryjskich osadach na terenie dzisiejszej Ameryki Północnej. Żywił się prawdopodobnie bentosem.
Nazwa Canadaspis pochodzi od Kanady oraz greckiego słowa aspis („łuk”).

## Budowa i paleobiologia
Tarcza głowowa (cephalon) składała się z pięciu somitów, tułowiowa z ośmiu, a odwłok z siedmiu, nie licząc telsona. Canadaspis laevigata dorastał do około 2,5 cm długości. Canadaspis został początkowo uznany za skorupiaka sensu stricto, tzn. należącego do kladu koronowego, jednak pogląd ten nie jest obecnie uznawany za słuszny. Później uznano go za niekoronowego skorupiaka, jednak niektórzy naukowcy uważają Canadaspis za formę bardziej bazalną, znajdującą się u podstawy drzewa filogenetycznego Euarthropoda. Za najbliższego krewnego Canadaspis uważany jest Parspicaris – inny przedstawiciel Canadaspidida.
W łupkach z Burgess w Kolumbii Brytyjskiej odnaleziono skamieniałości ponad 4000 osobników – szczątki Canadaspis odkryto także na terenie formacji Pioche w Nevadzie. Z Burgess pochodzi m.in. płyta o powierzchni około 1 m2 (ROM 62274), na której zachowały się szczątki co najmniej 743 osobników C. perfecta. Większość z nich to wylinki. Zachowały się niemal wyłącznie tarcze, co sugeruje, że linienie u Canadaspis było dwufazowe, podobnie jak m.in. u współczesnych równonogów, u których przednie i tylne części ciała linieją osobno. Obecność tak dużej liczby liniejących osobników sugeruje, że linienie było u nich zsynchronizowane, być może dzięki wydzielaniu feromonów, jak u wielu współczesnych stawonogów.

## Paleoekologia
Najlepiej zachowane i najliczniejsze skamieniałości Canadaspis pochodzą ze środkowokambryjskich osadów łupków z Burgess. Stanowisko to jest istotne ze względu na liczbę oraz stan zachowania skamieniałości. W większości rodzajów fosylizacji ciało martwego organizmu osiadało na dnie jeziora lub rzeki i powoli pokrywane było osadami. Na terenach formacji łupków z Burgess prądy wodne niekiedy sprawiały, że osady tworzyły lawiny błotne grzebiące znajdujące się na ich trasie zwierzęta. Organizmy ginęły natychmiast, wtedy też w beztlenowym środowisku rozpoczynał się proces fosylizacji.
W skamieniałościach pochodzących z łupków z Burgess częste są szkielety zewnętrzne oraz kończyny, w niektórych zachowują się również mięśnie i zawartość żołądków. Narządy wewnętrzne są szczególnie dobrze zachowane u niezmogowców z rodzaju Ottoia. Tkanki miękkie nie zachowały się jednak u licznych zwierząt, takich jak Scenella, Lingulella, czy Diraphora. Również w przypadku trylobitów jedynie egzoszkielet uległ fosylizacji. Szczątki Canadaspis odnajdowane są w klastrach. Wiele skamieniałości z łupków z Burgess wykazuje charakterystyczną ciemne plamy. Dowodzi to występowania w kambrze organizmów o miękkich ciałach – po śmierci takiego organizmu węgiel radioaktywny znajdujący się w tkankach miękkich ulegał przekształcał się w warstwę krzemianów, tworząc plamę na skale.
Do najpospolitszych skamieniałości w łupkach z Burgess należą glony, w szczególności Morania confluens. W jej pobliżu nie odnaleziono skamieniałości innych glonów i niewiele zwierząt, takich jak Burgessochaeta oraz rzadkie osobniki Burgessa i Marrella. Inna znaleziona tam alga to Marpolia spissa – ze względu na delikatniejszą budowę jest ona znacznie rzadsza niż Morania. W pobliżu skamieniałości marpolii odnaleziono szczątki zwierząt z rodzajów Eldonia i Wiwaxia. W bliskości wielu skamieniałych zwierząt nie odnaleziono pozostałości tych alg, co sugeruje heterogeniczność środowiska. Według innej hipotezy glony te mogły żyć na różnych wysokościach. Największym zwierzęciem i dominującym drapieżnikiem tamtejszych ekosystemów była Anomalocaris – skamieniałości sugerują, że żywiła się ona m.in. trylobitami.